# Алдейя-де-Сан-Франсішку-де-Ассіш
Алдейя-де-Сан-Франсішку-де-Ассіш (порт. Aldeia de São Francisco de Assis; МФА: [aɫ.ˈdɐj.ɐ dɨ ˈsɐ̃w fɾɐ̃.ˈsiʃ.ku dɨ ɐ.ˈsiʃ]) — парафія в Португалії, у муніципалітеті Ковілян. Розташована в східній частині країни, на теренах історичної португальської провінції Бейра. Входить до складу округу Каштелу-Бранку. За адміністративним поділом, чинним до 1976 року, терени парафії були складовою провінції Нижня Бейра. Належить до Порталегрівсько-Каштелу-Бранківської діоцезії Католицької церкви. Патрон — Франциск Ассізький. Площа — 16,0784 км². Населення — 632 ос. (2011). Слабо урбанізований регіон. Густота населення — 39,31 осіб/км²
. Код — 050302.

## Населення
| 1911 | 1920 | 1930 | 1940  | 1950  | 1960  | 1970  | 1981  | 1991  | 2001 | 2011 |
| 379  | 486  | 540  | 1 289 | 1 838 | 2 508 | 1 890 | 1 886 | 1 396 | 692  | 632  |